# Michael Clarke Duncan
Michael Clarke Duncan (10. prosince 1957 Chicago, USA – 3. září 2012 Los Angeles, Kalifornie, USA) byl americký herec, známý především rolí Johna Coffeyho ve vězeňském dramatu Zelená míle, za kterou získal několik ocenění a také byl nominován na Oscara za nejlepší mužský herecký výkon ve vedlejší roli. Před začátkem herecké kariéry pracoval jako dělník, vyhazovač a bodyguard.

## Osobní život
Narodil se a vyrostl v Chicagu. Žil se sestrou Judy a matkou Jean, otec opustil rodinu v jeho dětství. Díky své výšce hrál basketbal ve školních týmech na střední škole i na vysoké škole Alcorn State University v Mississippi, kde studoval komunikaci. Studia však nedokončil, vrátil se do Chicaga za nemocnou matkou a pracoval ve dne jako dělník, po večerech jako vyhazovač, k čemuž byl se svou výškou 196 cm a váhou 142 kg předurčen.
Toužil však po kariéře herce, proto se začátkem 90. let 20. století přestěhoval do Los Angeles, kde se začal účastnit konkurzů na role ve filmech, seriálech i reklamách. Zpočátku však příliš úspěšný nebyl, pracoval proto často jako osobní strážce, mj. pro různé celebrity, ke kterým patřili Will Smith, Martin Lawrence, Jamie Foxx, LL Cool J nebo The Notorious B.I.G. Od doby, co byl posledně jmenovaný rapper v roce 1997 zabit, už bodyguarda nikdy nedělal.
Zemřel 3. září 2012 na následky infarktu myokardu, který utrpěl v červenci téhož roku. Je pohřben na hřbitově Forest Lawn Memorial Park v Hollywoodu.

## Herecká kariéra
Od roku 1995 hrál malé role ve filmech a seriálech. Od roku 1998 začal hrát i vedlejší role, mj. ve filmu Armageddon, kde se seznámil s Brucem Willisem a stali se přáteli. Právě Bruce Willis mu pomohl k tomu, aby dostal roli ve filmu Zelená míle, kde ztvárnil roli Johna Coffeyho. Tato role mu přinesla nominaci na Oscara a Zlatý glóbus.
Od té doby se s nabídkami na filmové role rozrthl pytel. Objevil se ve filmech jako Noc v Roxbury, Můj soused zabiják, Král Škorpion, Daredevil nebo Sin City - město hříchu, namlouval také role v animovaných filmech (např. Medvědí bratři nebo Kung Fu Panda). Hrál také v několika dílech sitcomu Dva a půl chlapa , kde ztvárnil roli Charlieho nového souseda, bývalého fotbalisty Jeroma.

## Filmografie
- 1995 – Odpadlík (TV seriál), Pátek, Fresh Prince (TV seriál), Ženatý se závazky (TV seriál)
- 1996 – Skwids (TV seriál), Weird Science (TV seriál)
- 1997 – The Jamie Foxx Show (TV seriál), Sparks (TV seriál), The Wayans Bros. (TV seriál), Studený jako kámen 2, Living Single (TV seriál), Built to Last (TV seriál)
- 1998 – Caught Up, Klub hráčů, Skandál Bulworth, Arli$$ (TV seriál), Armageddon, Noc v Roxbury
- 1999 – The Underground Comedy Movie, Snídaně šampiónů, Sister, sister (TV seriál), Zelená míle
- 2000 – Můj soused zabiják
- 2001 – Flek, Jako kočky a psi, Planeta Opic, Říkají mi Sirr (TV film)
- 2002 – Král Škorpion, King of the Hill (TV seriál)
- 2003 – Daredevil, Spider-Man (TV seriál), George of the Jungle 2 (TV film), Medvědí bratři, Kim Possible: A Sitch in Time (TV film), The Proud Family (TV seriál), The Adventure of Jimmy Neutron: Boy Genius (TV seriál)
- 2004 – Země dinosaurů 11: Noví sousedé ve velkém údolí (TV film), Agentky D.E.B.S., Legenda o Jiřím a drakovi, Static Shock (TV seriál), Pronásledovaný, Crash Nebula (TV film)
- 2005 – Rychlý Stripes, George Lopez (TV seriál), Teen Titans (TV seriál), Sin City - město hříchu, The Golden Blaze (TV film), Kriminálka: New York (TV seriál), Dinotopie: Výprava za kamenem slunce, Ostrov, Family Guy Presents Stewie Griffin: The Untold Story (TV film), Loonatic Unleashed (TV seriál), Sběratelé kostí (TV seriál)
- 2006 – Minoriteam (TV seriál), Ricky Bobby: Nejrychlejší jezdec, Medvědí bratři 2 (TV film), Škola svádění, Špatným směrem, Air Buddies - Štěňata, Griffinovi (TV seriál)
- 2007 – Mimzy, Slipstream
- 2008 – Vítej doma, Delgo, Kung Fu Panda, American Crude, The Suite Life of Zack and Cody (TV seriál), Chuck (TV seriál), Dva a půl chlapa (TV seriál)
- 2009 – The Slammin´ Solmon, The Street Fighter: The Legend of Chun-Li
- 2010 – Černobílé blues, Jako kočky a psi: Pomsta prohnané Kitty
- 2011 – Green Lantern, Green Lantern: The Animated Series, Mystery Girl (TV film), The Sibling, Tu Xua Chuanqi
- 2012 – The Finder (TV seriál), From the Rough, The High Fructose Adventures of Annoying Orange (TV seriál), The Challenger, InAPPropiate Comedy, In the Hive
- 2013 – Ultimate Spider-Man (TV seriál),

## Ocenění a nominace

### Nominace
- 2000 – Oscar - nejlepší mužský výkon ve vedlejší roli (Zelená míle)
- 2000 – Blockbuster Entertainment Award - nejlepší mužský výkon ve vedlejší roli, drama (Zelená míle)
- 2000 – CFCA Award - nejlepší mužský výkon ve vedlejší roli + nejslibnější herec budoucnosti (Zelená míle)
- 2000 – Zlatý glóbus - nejlepší mužský výkon ve vedlejší roli (Zelená míle)
- 2000 – Image Award - nejlepší mužský herecký výkon (Zelená míle)
- 2000 – MTV Movie Award - nejlepší herecký objev (Zelená míle)
- 2000 – OFCS Award - nejlepší mužský výkon ve vedlejší roli (Zelená míle
- 2000 – SAG Award - nejlepší skupinový herecký výkon (Zelená míle - spolu s herci z uvedeného filmu)
- 2001 – Blockbuster Entertainment Award - nejlepší mužský výkon ve vedlejší roli, komedie/romantika (Můj soused zabiják)

### Vítěz
- 2000 – Saturn Award - nejlepší mužský výkon ve vedlejší roli (Zelená míle)
- 2000 – Black Reel Award - nejlepší mužský výkon ve vedlejší roli (Zelená míle)
- 2000 – Critics Choice Award - nejlepší mužský výkon ve vedlejší roli (Zelená míle)
- 2000 – SAG Award - nejlepší mužský výkon ve vedlejší roli (Zelená míle)